# Los Banos (Californie)
Pour les articles homonymes, voir Los Banos.

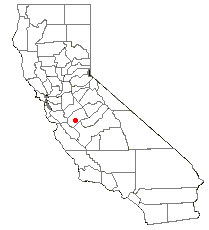
Localisation de Los Banos en Californie.

Los Banos est une localité du comté de Merced en Californie.
La population était de 35 972 habitants en 2010.
La ville, située dans la vallée de San Joaquin, est desservie par l'aéroport de Los Banos (en).

## Démographie
| 1910 | 1920  | 1930  | 1940  | 1950  | 1960  |
| ---- | ----- | ----- | ----- | ----- | ----- |
| 745  | 1 276 | 1 875 | 2 214 | 3 868 | 5 272 |

| 1970  | 1980   | 1990   | 2000   | 2010   | - |
| ----- | ------ | ------ | ------ | ------ | - |
| 9 188 | 10 341 | 14 519 | 25 869 | 35 972 | - |